# بریدی (تگزاس)
بریدی، تگزاس(به انگلیسی: Brady, Texas) شهری در ایالت تگزاس از ایالات جنوبی ایالات متحده آمریکا است. در سرشماری سال ۲۰۰۰، جمعیت این شهر ۵۵۲۳ نفر اعلام شد.